# Злетово-Пробіштіп
41°56′47″ пн. ш. 22°09′11″ сх. д. / 41.94638889° пн. ш. 22.15305556° сх. д.
Злетовська область (мак. Злетовска област) — регіон на північному сході Північної Македонії, розташований в середній і нижній частині басейну Злетовської Реки з більшою площею в північно-західній частині басейну річки, з компактним типом поселень. Ця територія межує на півночі з общиною Кратово, на заході з общиною Светий-Ніколе, на півдні з общиною Штіп і на сході з общиною Кочани.

## Історія
Згідно з Видовденською конституцією Королівства Югославії, Вардарська Македонія була поділена на округи: Скоп'є, Бітола та Брегалниця. Кожен округ територіально поділявся на відділи (райони). Злетовська волость належала до Кратівського посрізу, а Троольська — до Овчепольського посрізу.
Після агресії, здійсненої у квітні 1941 року нацистською Німеччиною, Македонія була окупована фашистською окупаційною Болгарією, а в общині Злетово і Трооло було введено тоталітарний окупаційний режим із введенням окупаційних збройних сил, окупаційної поліції, введенням болгарської окупаційної влади  болгарська мова в усіх школах і церквах. Такий адміністративно-територіальний поділ влади за часів болгарського фашизму 1941-1945 рр. зберігався до утворення – створення Управ народного визволення, тобто до капітуляції фашистської Болгарії 9 вересня 1944 року.
Македонський народ з національностями, які проживають в Македонії, під час національно-визвольної та антифашистської війни 1941-1945 років, борючись проти фашистських окупантів і внутрішніх зрадників, одночасно борючись за нову народну владу для нової Македонії. Це були Ради національного визволення. Вони, власне, були першими паростками нової держави, яка виросла й створилася під час війни.
З другої половини 1944 до 1946 року працювали Управи Народного Визволення. Пізніше вони були перетворені в Народні Управи, так що більше Народно-Визвольних Управ об'єдналися в Народні Управи за територіальним принципом, і це було народженням нового типу місцевого самоврядування.

## Адміністрація
Територіально-адміністративне положення Злетово-Пробіштіпського регіону відразу після Першої світової війни зберегло організаційну систему з часів турецького панування. Були общини: Злетово зі штабом у Злетово, Пробіштіп із штабом у Пробіштіпі, Лесново з штабом у с. Лесново, Калниште зі штабом у с. Калниште та Трооло з базою в с. Тролло. Навколишні поселення належали кожній волості. Цей поділ зберігався до прийняття першої так званої Видовденської конституції 1921 року. З цією конституцією створюється новий поділ. Община Пробіштіп скасовується, і створюється нова — Плешинська з центром у селі Плешенці та селі Дольно Барбарево.
У 1931 році Плешенська, Лесновська та Калнишська общини були приєднані до Злетовської з центром у Злетово. Троольська залишається зі штабом у с. Трооло, тоді як община із с. Дольно Барбарево приєднується до села Неманьїнці.

## Галерея

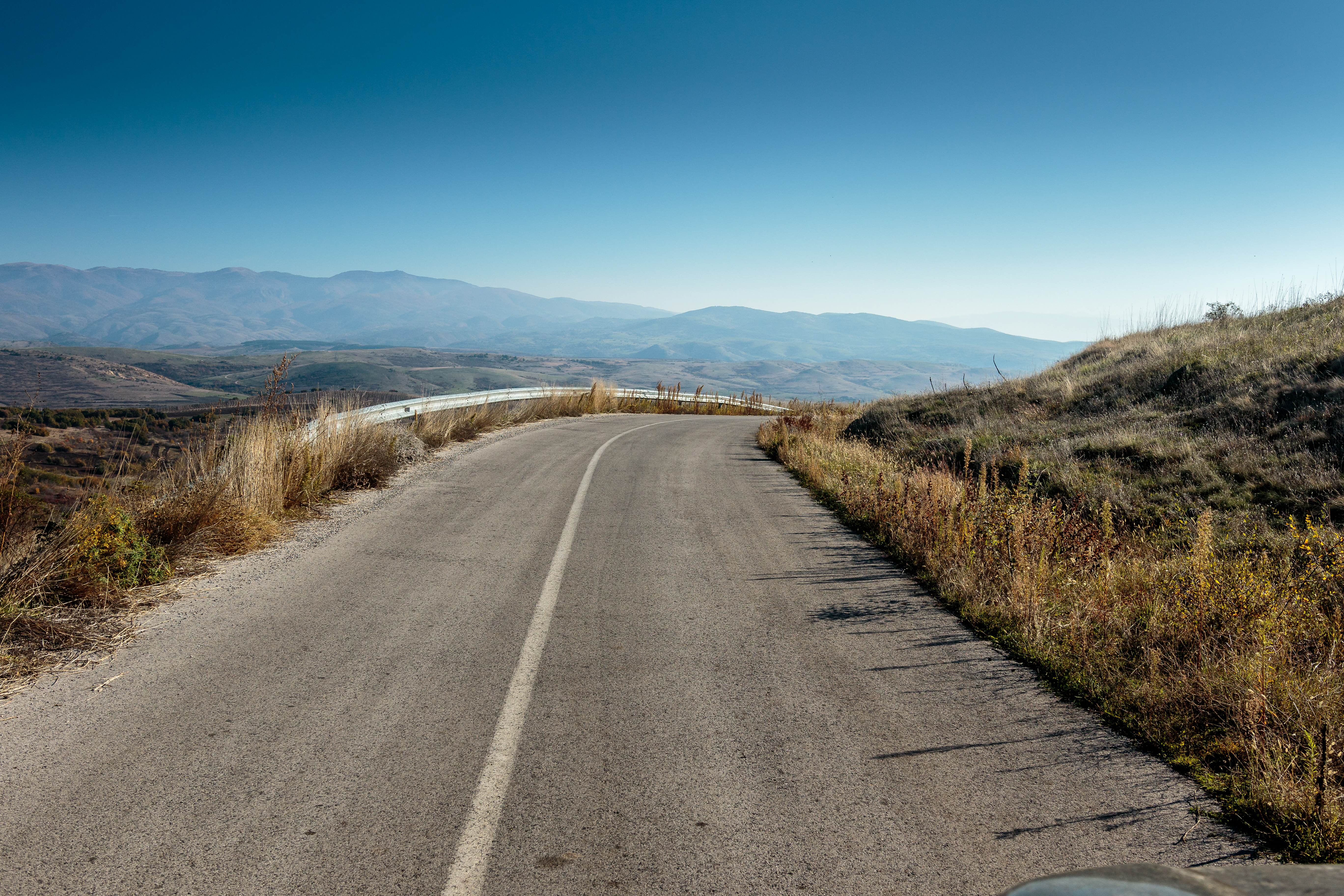
Регіональна дорога, що сполучає Овче Поле зі Злетовсько-Пробіштіпським регіоном

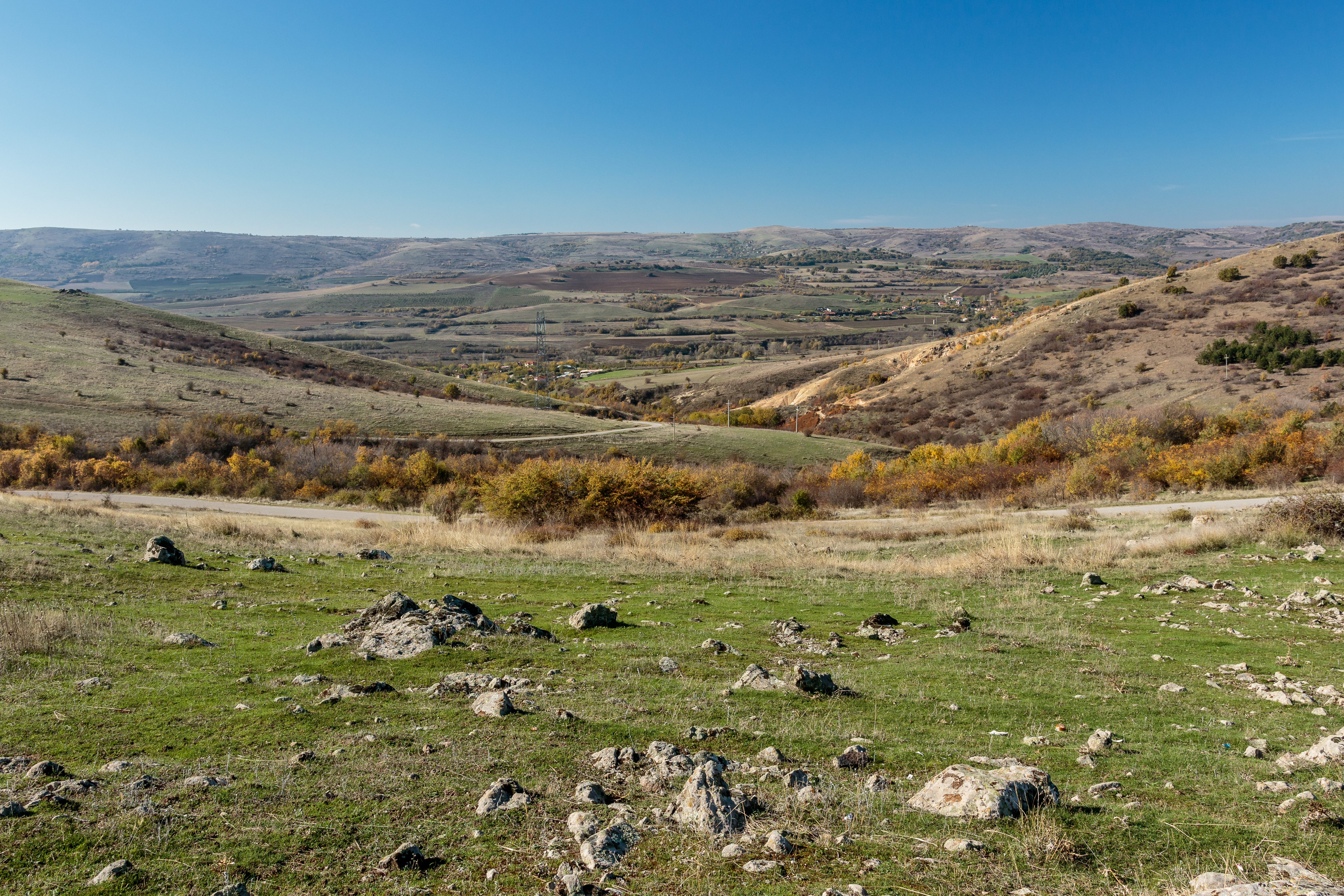
Краєвид Злетовсько-Пробіштіпського регіону з селами Зарепінці (ліворуч), Пуздерці (праворуч) і Куково (на задньому плані)

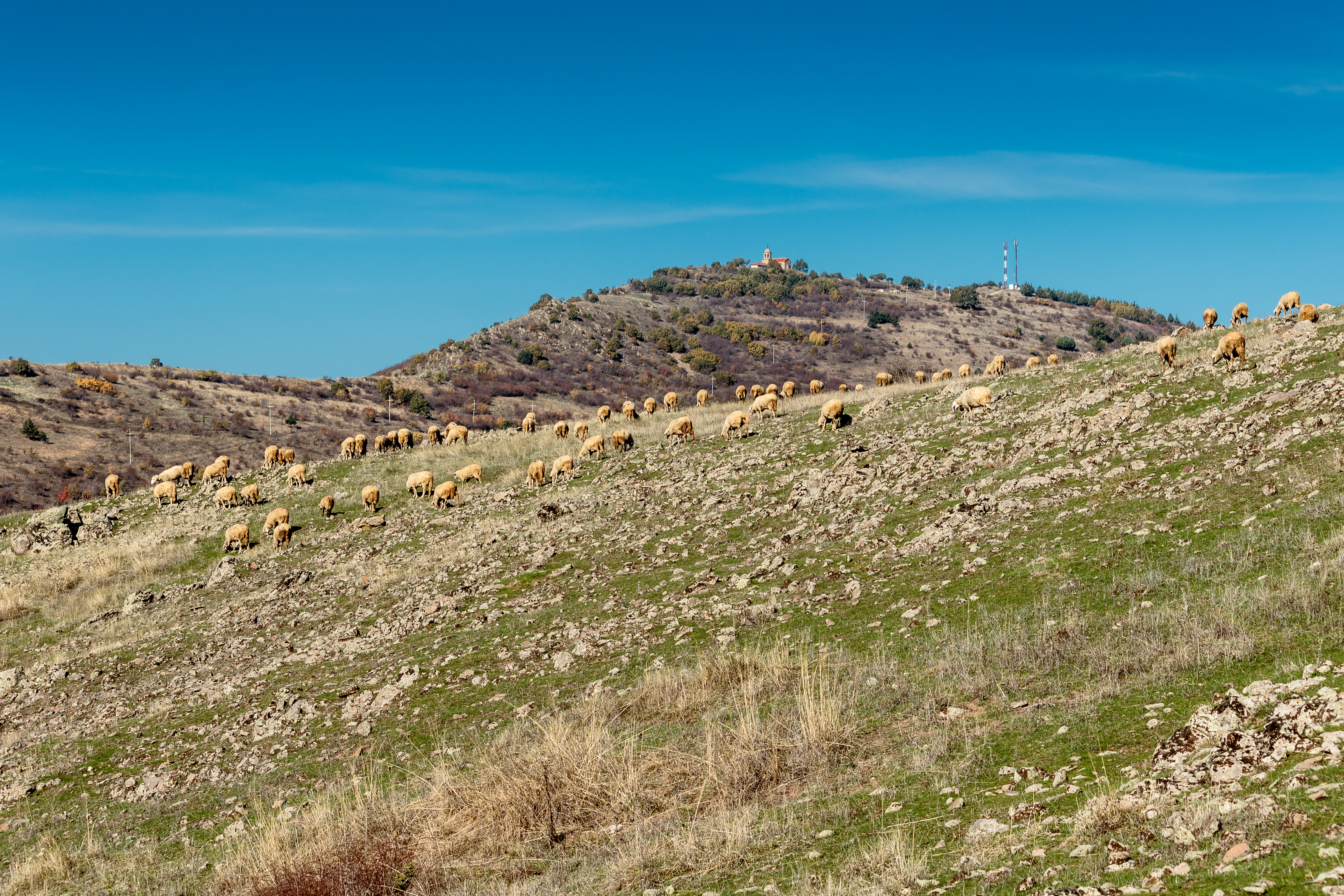
Отара овець на задньому плані – гора Костомар (707 м).

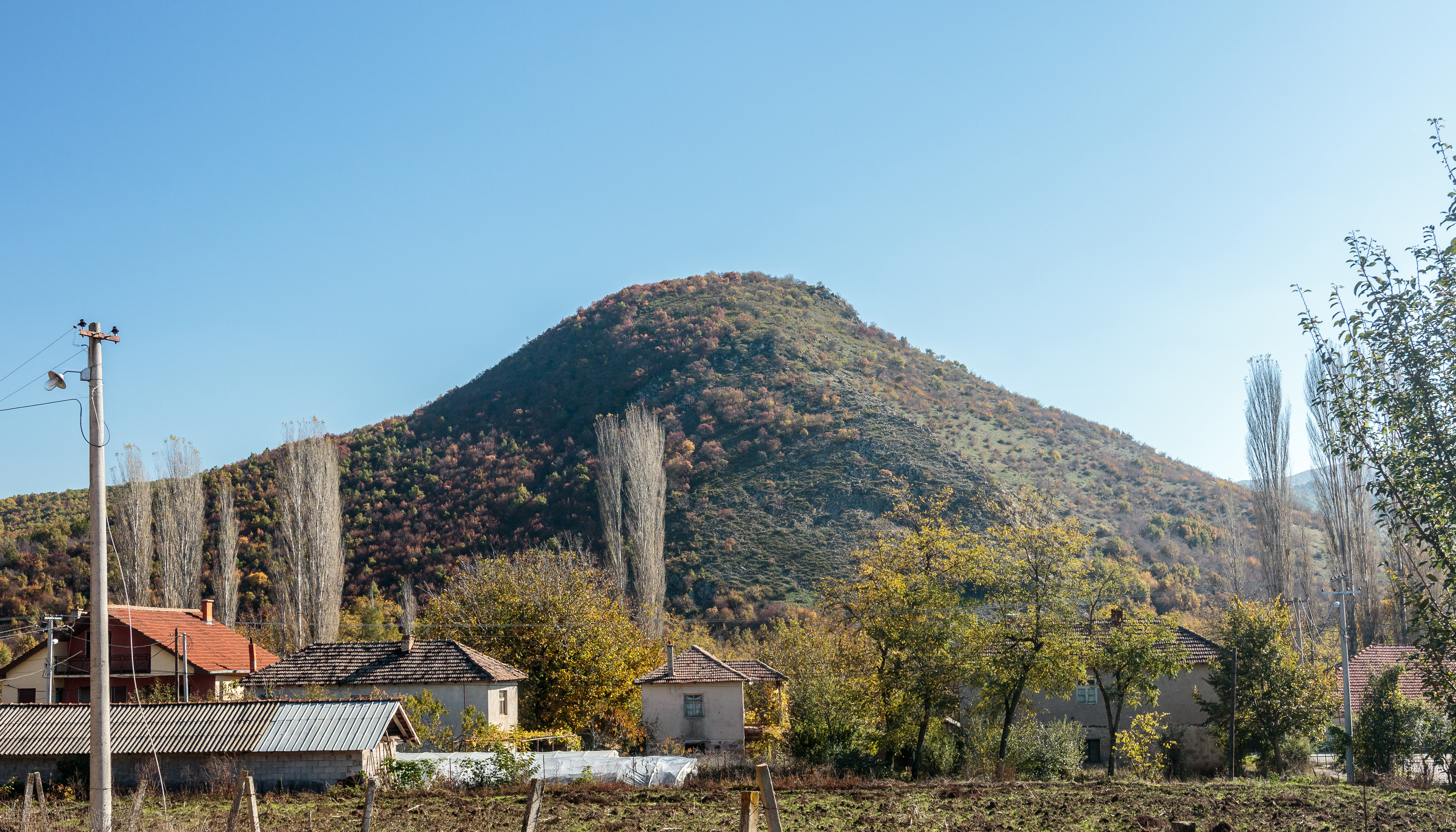
Пагорб над селом Ратавіца.

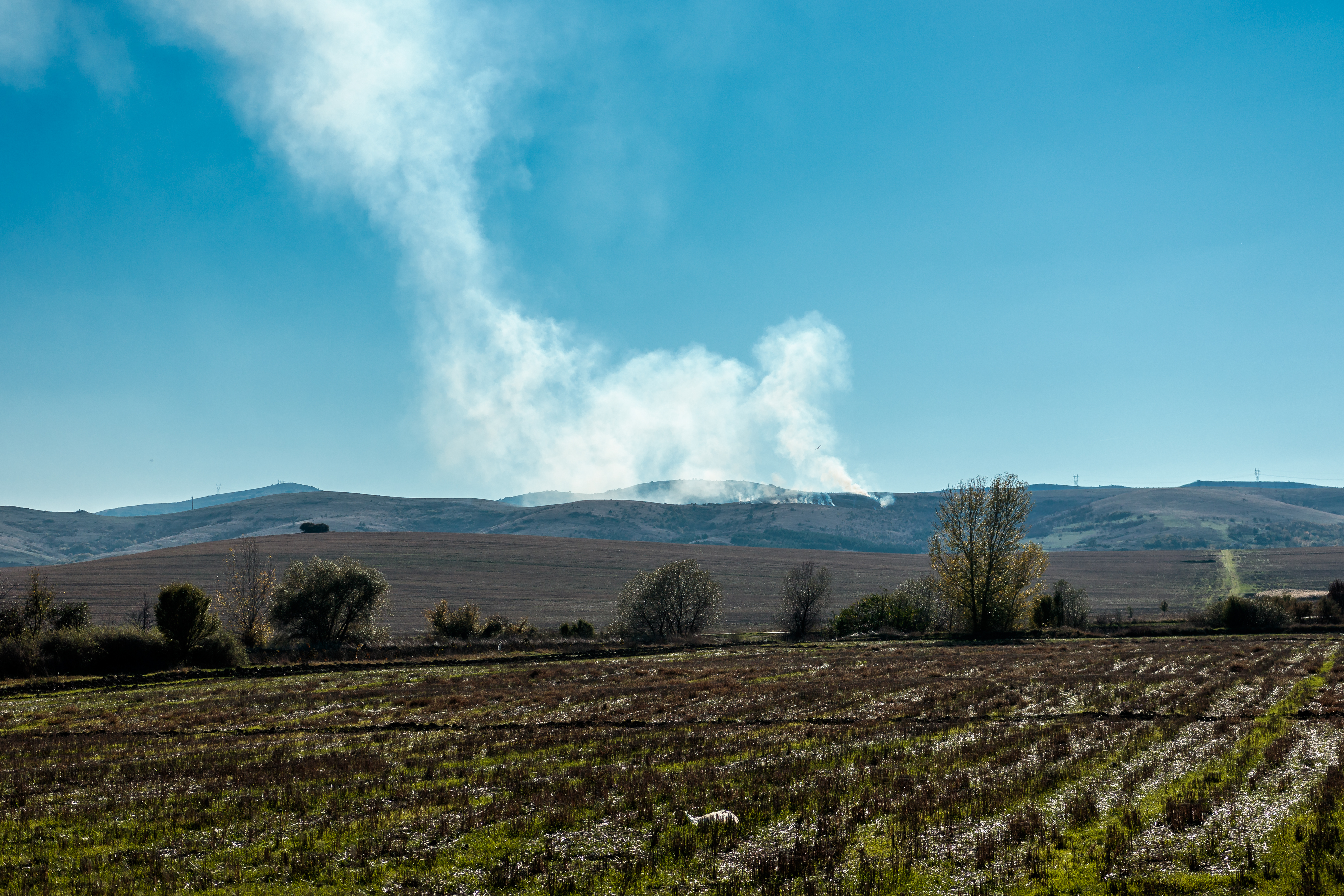
Дим у Злетовсько-Пробіштіпському регіоні

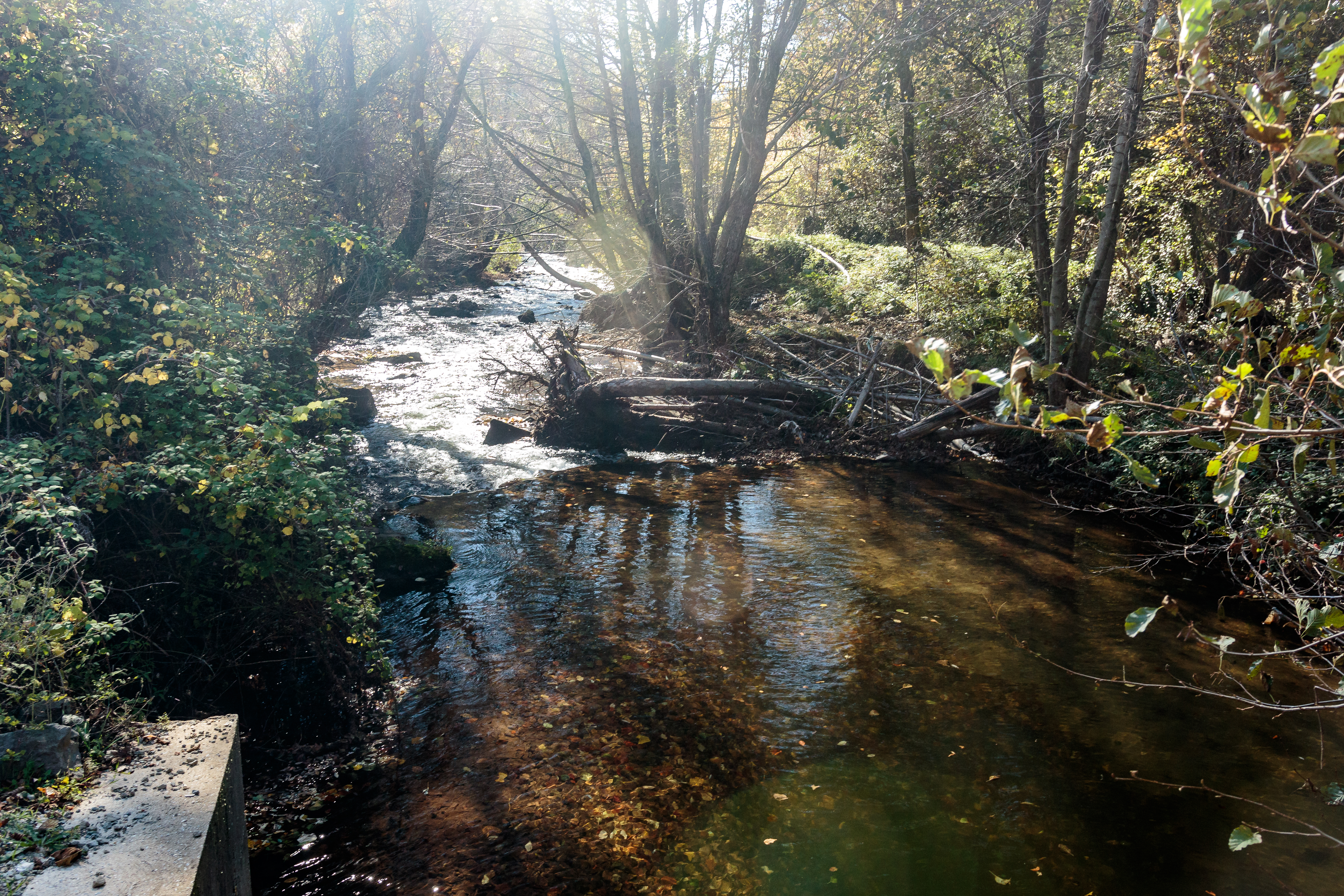
Злетовська Река біля монастиря «Св. Спиридон"